# Album più venduti negli Stati Uniti per anno

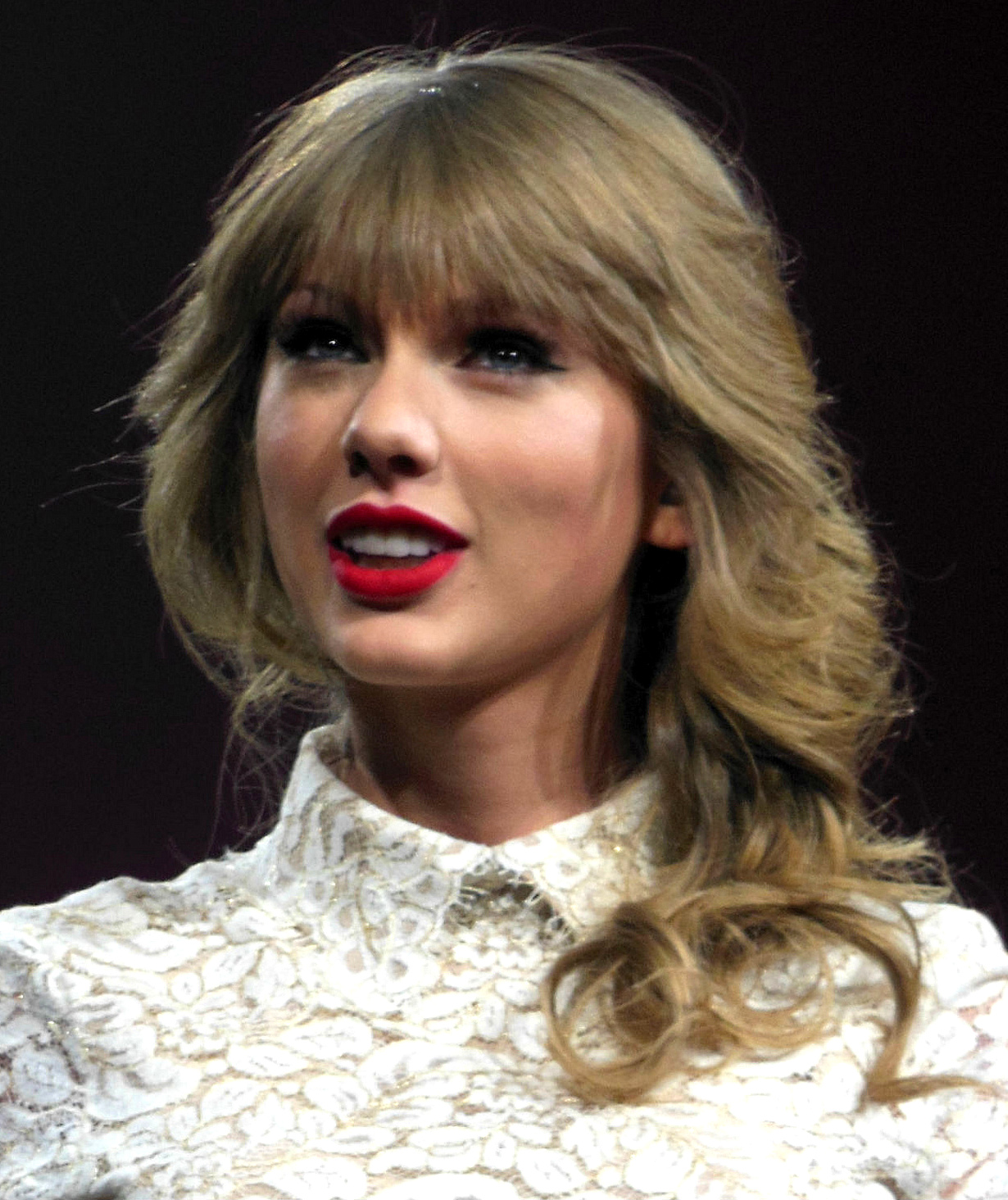
Taylor Swift è la prima e unica artista ad avere otto diversi album ad essere stati i più venduti nei vari anni.

Di seguito è proposta la lista degli album più venduti negli Stati Uniti per anno, pubblicata dalla rivista americana Billboard dal 1956. Fino al 1991, la classifica degli album era basata su un questionario sottoposto a un numero rappresentativo di negozi che stabiliva le posizioni in classifica, non un vero e proprio riscontro delle vendite attuali degli album. I questionari settimanali e le classifiche di fine anno proposte da Billboard potevano a volte discostarsi. Per esempio, durante gli anni '60 e '70 l'album al numero uno determinato da queste due metodologie differenti si è discostato per 10 anni su 20.
Dal 1992 in poi, le classifiche settimanali e quelle di fine anno vengono calcolate dalla Luminate Data. Ciò differisce rispetto alle precedenti classifiche di fine anno proposte da Billboard, le quali si basavano sulle performance ottenute in 12 mesi, da dicembre circa fino a novembre, piuttosto che sulle vendite totali attuali.
Calypso (1956) di Harry Belafonte è stato il primo album ad essere riconosciuto come il "più venduto" dalla Billboard. La cantautrice americana Taylor Swift è la prima e unica artista a vedersi riconosciuti otto dei suoi album come i più venduti dei rispettivi anni di pubblicazione. Ci è riuscita con Fearless (2009), 1989 (2014), Reputation (2017), Lover (2019), Folklore (2020), Midnights (2022), 1989 (Taylor's Version) (2023) e The Tortured Poets Department (2024). Gli artisti americani Mariah Carey, Whitney Houston e Eminem, e gli artisti britannici Elton John e Adele, hanno visto due dei loro album come i più venduti in due anni differenti. Thriller (1982), del cantante americano Michael Jackson, è diventato l'album più venduto degli Stati Uniti per due anni consecutivi degli anni '80. Altri album che hanno raggiunto un risultato simile sono stati My Fair Lady Original Cast Recording del musical di Broadway My Fair Lady (1957-1958), la colonna sonora del film West Side Story (1962-1963) e 21 di Adele (2011-12). Le Spice Girls sono l'unica girl band a comparire nella lista, grazie al loro album di debutto Spice che è stato il più venduto del 1997.

## Anni '50

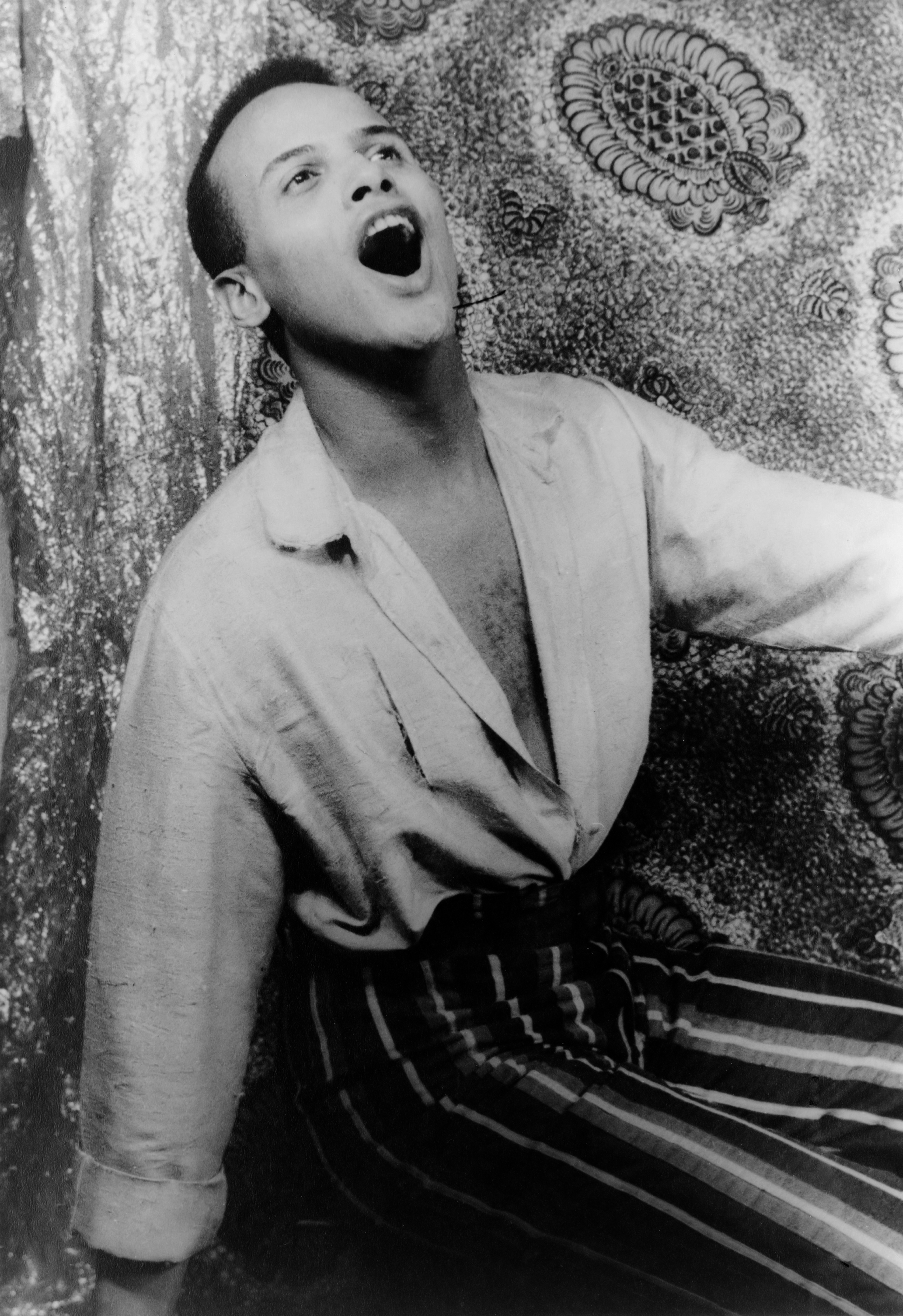
Calypso, del cantante Harry Belafonte, è stato il primo album della storia a essere riconosciuto come "il più venduto"

| Anno | Artista/i        | Nazionalità | Album                 | Fonte |
| ---- | ---------------- | ----------- | --------------------- | ----- |
| 1956 | Harry Belafonte  | Stati Uniti | Calypso               | [ 2 ] |
| 1957 | Cast di Broadway | N/A         | My Fair Lady          | [ 3 ] |
| 1958 | Cast di Broadway | N/A         | My Fair Lady          | [ 4 ] |
| 1959 | Henry Mancini    | Stati Uniti | Music from Peter Gunn | [ 5 ] |

## Anni '60

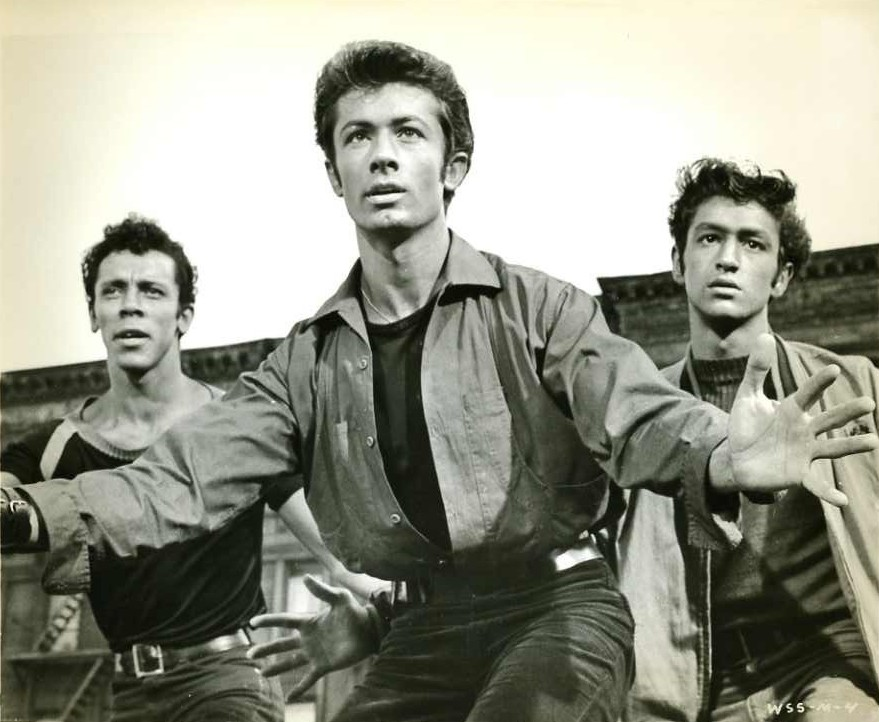
La colonna sonora de The West Side Story è stata l'album più venduto per due anni di fila.

| Anno | Artista/i                       | Nazionalità | Album                          | Fonte  |
| ---- | ------------------------------- | ----------- | ------------------------------ | ------ |
| 1960 | Cast di Broadway                | N/A         | The Sound of Music             | [ 6 ]  |
| 1961 | Cast di Broadway                | N/A         | Camelot                        | [ 7 ]  |
| 1962 | Artisti vari                    | N/A         | West Side Story                | [ 8 ]  |
| 1963 | Artisti vari                    | N/A         | West Side Story                | [ 9 ]  |
| 1964 | Cast di Broadway                | N/A         | Hello, Dolly!                  | [ 10 ] |
| 1965 | Artisti vari                    | N/A         | Mary Poppins                   | [ 11 ] |
| 1966 | Herb Alpert & The Tijuana Brass | Stati Uniti | Whipped Cream & Other Delights | [ 12 ] |
| 1967 | The Monkees                     | Stati Uniti | More of the Monkees            | [ 13 ] |
| 1968 | The Jimi Hendrix Experience     | Stati Uniti | Are You Experienced?           | [ 14 ] |
| 1969 | Iron Butterfly                  | Stati Uniti | In-A-Gadda-Da-Vida             | [ 15 ] |

## Anni '70

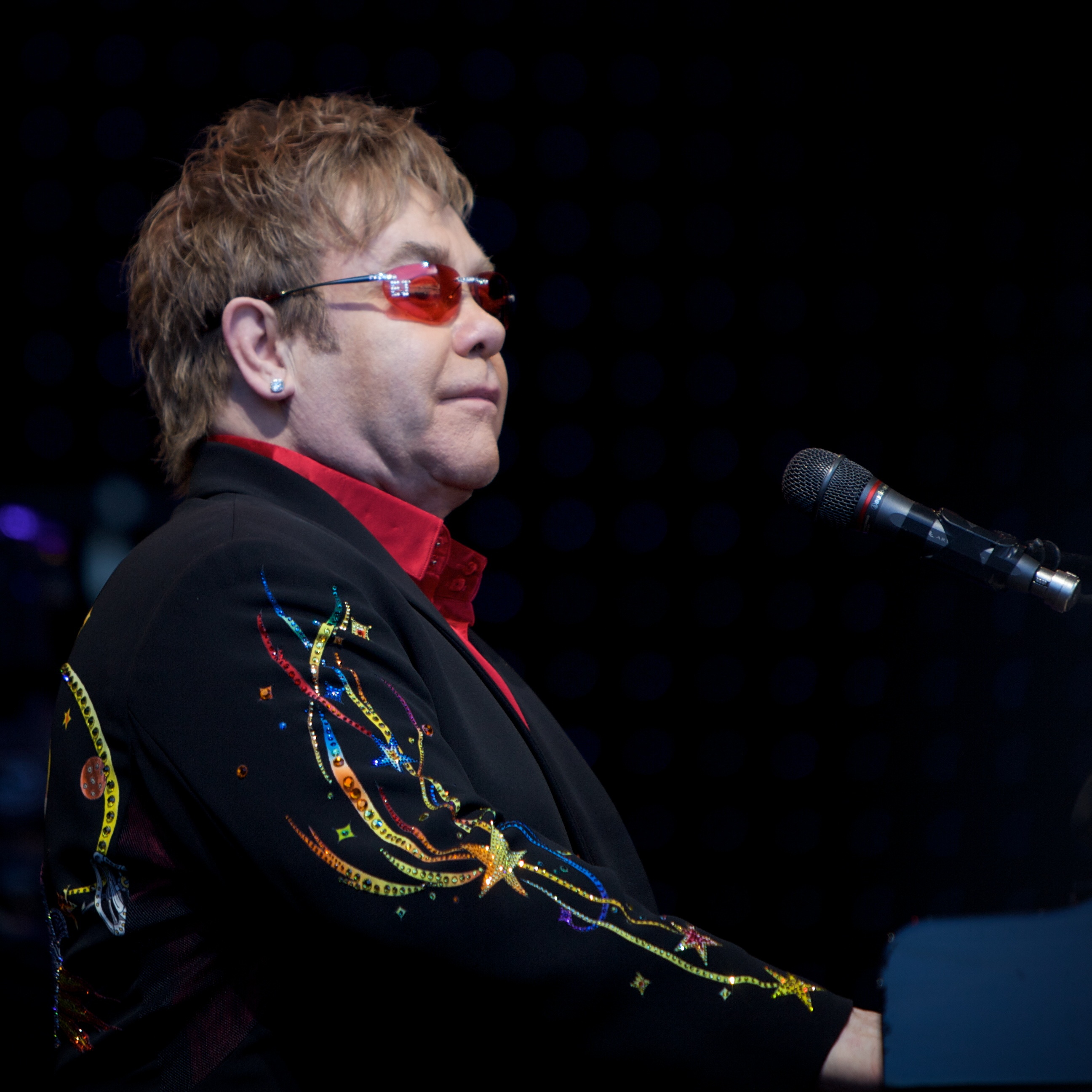
Elton John ha collezionato due best-seller differenti durante gli anni '70

| Anno | Artista/i               | Nazionalità               | Album                      | Fonte  |
| ---- | ----------------------- | ------------------------- | -------------------------- | ------ |
| 1970 | Simon and Garfunkel     | Stati Uniti               | Bridge over Troubled Water | [ 16 ] |
| 1971 | Artisti vari            | N/A                       | Jesus Christ Superstar     | [ 17 ] |
| 1972 | Neil Young              | Canada                    | Harvest                    | [ 18 ] |
| 1973 | War                     | Stati Uniti               | The World Is a Ghetto      | [ 19 ] |
| 1974 | Elton John              | Regno Unito               | Goodbye Yellow Brick Road  | [ 20 ] |
| 1975 | Elton John              | Regno Unito               | Elton John's Greatest Hits | [ 21 ] |
| 1976 | Peter Frampton          | Regno Unito / Stati Uniti | Frampton Comes Alive!      | [ 22 ] |
| 1977 | Fleetwood Mac           | Regno Unito / Stati Uniti | Rumours                    | [ 23 ] |
| 1978 | Artisti vari / Bee Gees | N/A                       | Saturday Night Fever       | [ 24 ] |
| 1979 | Billy Joel              | Stati Uniti               | 52nd Street                | [ 25 ] |

## Anni '80

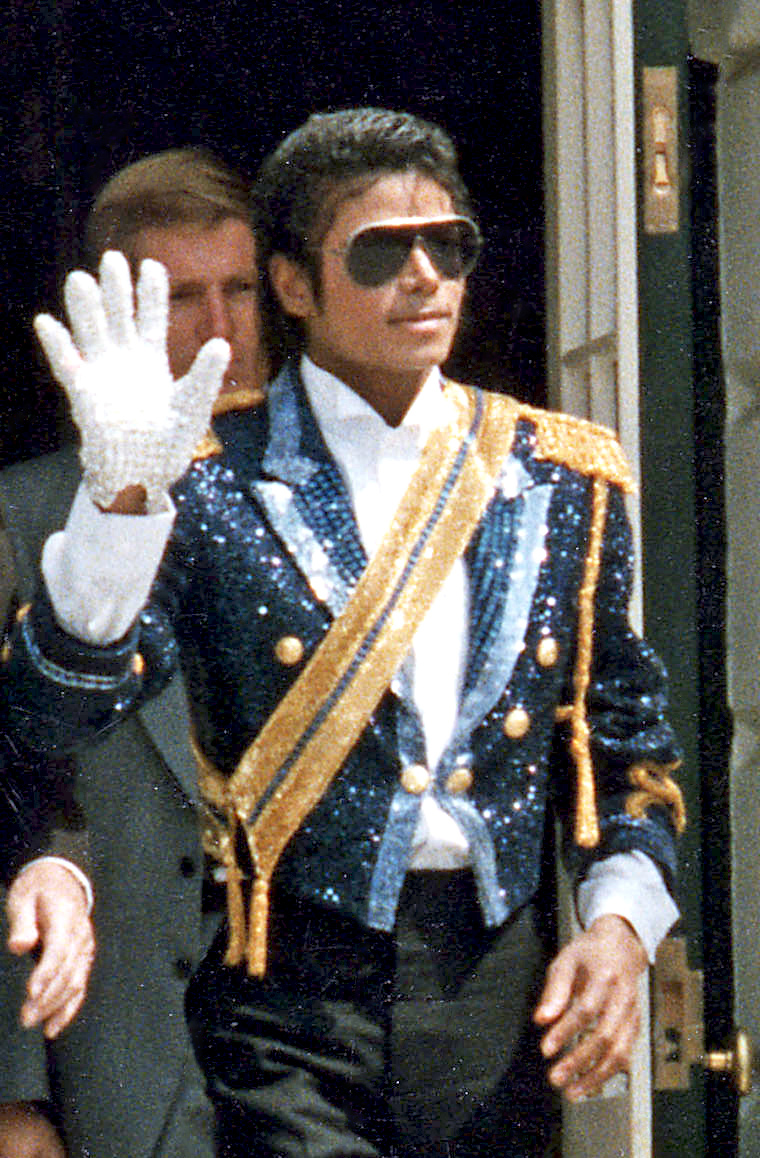
Thriller di Michael Jackson è stato l'album più venduto per due anni consecutivi.

| Anno | Artista/i         | Nazionalità | Album              | Fonte  |
| ---- | ----------------- | ----------- | ------------------ | ------ |
| 1980 | Pink Floyd        | Regno Unito | The Wall           | [ 26 ] |
| 1981 | REO Speedwagon    | Stati Uniti | Hi Infidelity      | [ 27 ] |
| 1982 | Asia              | Regno Unito | Asia               | [ 28 ] |
| 1983 | Michael Jackson   | Stati Uniti | Thriller           | [ 29 ] |
| 1984 | Michael Jackson   | Stati Uniti | Thriller           | [ 30 ] |
| 1985 | Bruce Springsteen | Stati Uniti | Born in the U.S.A. | [ 31 ] |
| 1986 | Whitney Houston   | Stati Uniti | Whitney Houston    | [ 32 ] |
| 1987 | Bon Jovi          | Stati Uniti | Slippery When Wet  | [ 33 ] |
| 1988 | George Michael    | Regno Unito | Faith              | [ 34 ] |
| 1989 | Bobby Brown       | Stati Uniti | Don't Be Cruel     | [ 35 ] |

## Anni '90

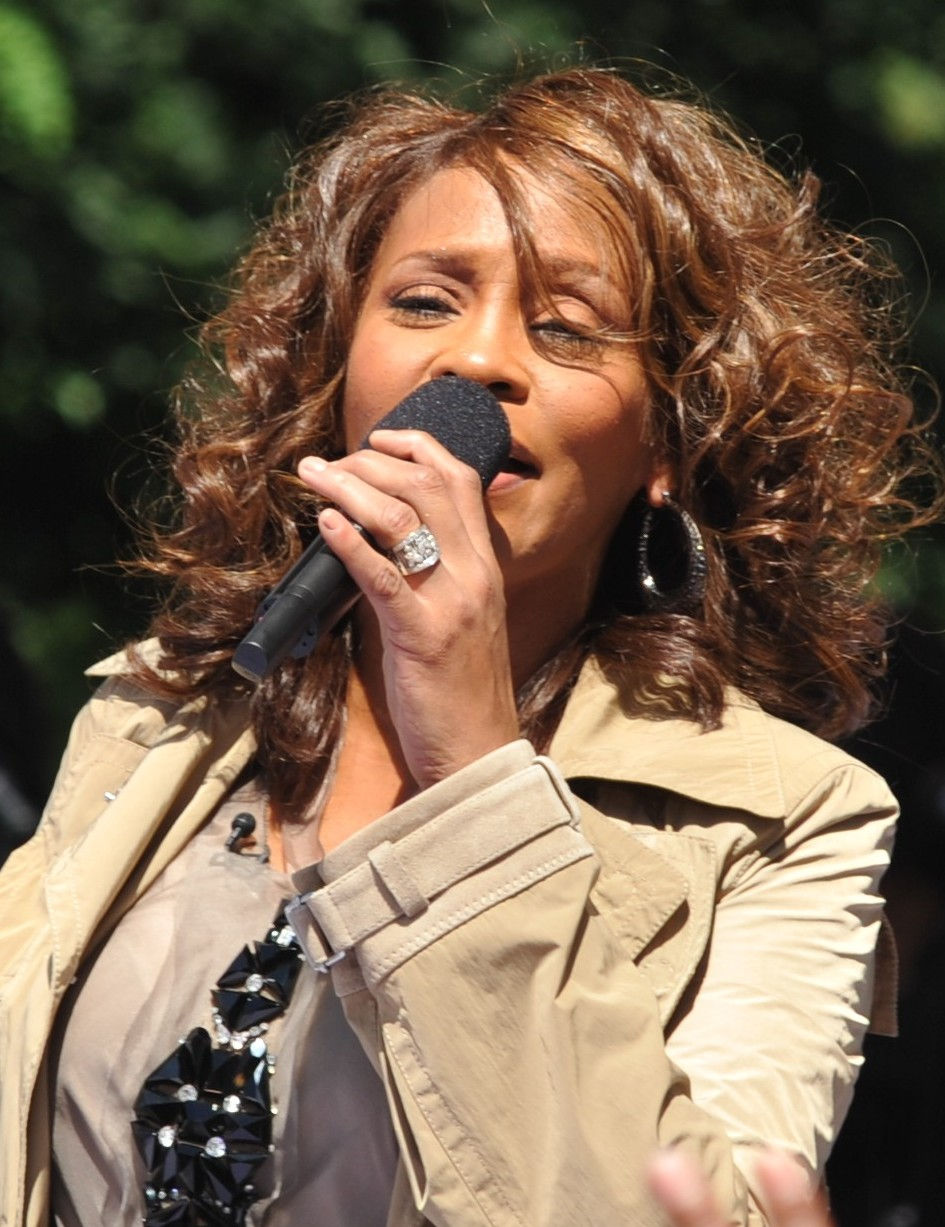
Whitney Houston ha collezionato due best-seller, uno con il suo album omonimo e l'altro con la colonna sonora The Bodyguard: Original Soundtrack Album

| Anno | Artista/i                              | Nazionalità | Album                              | Vendite   | Fonte         |
| ---- | -------------------------------------- | ----------- | ---------------------------------- | --------- | ------------- |
| 1990 | Janet Jackson                          | Stati Uniti | Janet Jackson's Rhythm Nation 1814 | [ N 1 ]   | [ 36 ]        |
| 1991 | Mariah Carey                           | Stati Uniti | Mariah Carey                       | [ N 1 ]   | [ 37 ]        |
| 1991 | Garth Brooks                           | Stati Uniti | Ropin' the Wind                    | 4.000.000 | [ 38 ]        |
| 1992 | Billy Ray Cyrus                        | Stati Uniti | Some Gave All                      | 4.832.000 | [ 39 ]        |
| 1993 | Whitney Houston e artisti vari         | N/A         | The Bodyguard                      | 5.460.000 | [ 40 ]        |
| 1994 | Elton John, Hans Zimmer e artisti vari | N/A         | The Lion King                      | 4.934.000 | [ 41 ]        |
| 1995 | Hootie & the Blowfish                  | Stati Uniti | Cracked Rear View                  | 7.020.000 | [ 42 ] [ 43 ] |
| 1996 | Alanis Morissette                      | Canada      | Jagged Little Pill                 | 7.380.000 | [ 44 ]        |
| 1997 | Spice Girls                            | Regno Unito | Spice                              | 5.302.000 | [ 45 ]        |
| 1998 | James Horner / Vari artisti            | N/A         | Titanic                            | 9.338.000 | [ 44 ]        |
| 1999 | Backstreet Boys                        | Stati Uniti | Millennium                         | 9.445.732 | [ 44 ] [ 46 ] |

Note:
1. ↑  Le vendite annuali degli album sono state pubblicate da Billboard a partire dal 1992.

## Anni 2000

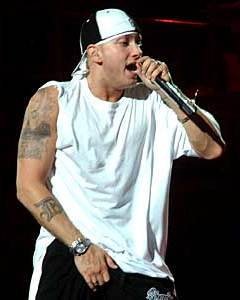
Eminem è l'unico rapper ad avere due album più venduti in due anni differenti; The Eminem Show e Recovery sono stati rispettivamente i più venduti del 2002 e 2010.

| Anno | Artista/i    | Nazionalità | Album                    | Vendite   | Fonte  |
| ---- | ------------ | ----------- | ------------------------ | --------- | ------ |
| 2000 | NSYNC        | Stati Uniti | No Strings Attached      | 9.936.000 | [ 44 ] |
| 2001 | Linkin Park  | Stati Uniti | Hybrid Theory            | 4.813.000 | [ 44 ] |
| 2002 | Eminem       | Stati Uniti | The Eminem Show          | 7.608.000 | [ 47 ] |
| 2003 | 50 Cent      | Stati Uniti | Get Rich or Die Tryin'   | 6.536.000 | [ 48 ] |
| 2004 | Usher        | Stati Uniti | Confessions              | 7.979.000 | [ 49 ] |
| 2005 | Mariah Carey | Stati Uniti | The Emancipation of Mimi | 4.969.000 | [ 50 ] |
| 2006 | Artisti vari | N/A         | High School Musical      | 3.719.000 | [ 51 ] |
| 2007 | Josh Groban  | Stati Uniti | Noël                     | 3.699.000 | [ 52 ] |
| 2008 | Lil' Wayne   | Stati Uniti | Tha Carter III           | 2.874.000 | [ 53 ] |
| 2009 | Taylor Swift | Stati Uniti | Fearless                 | 3.217.000 | [ 54 ] |

## Anni 2010

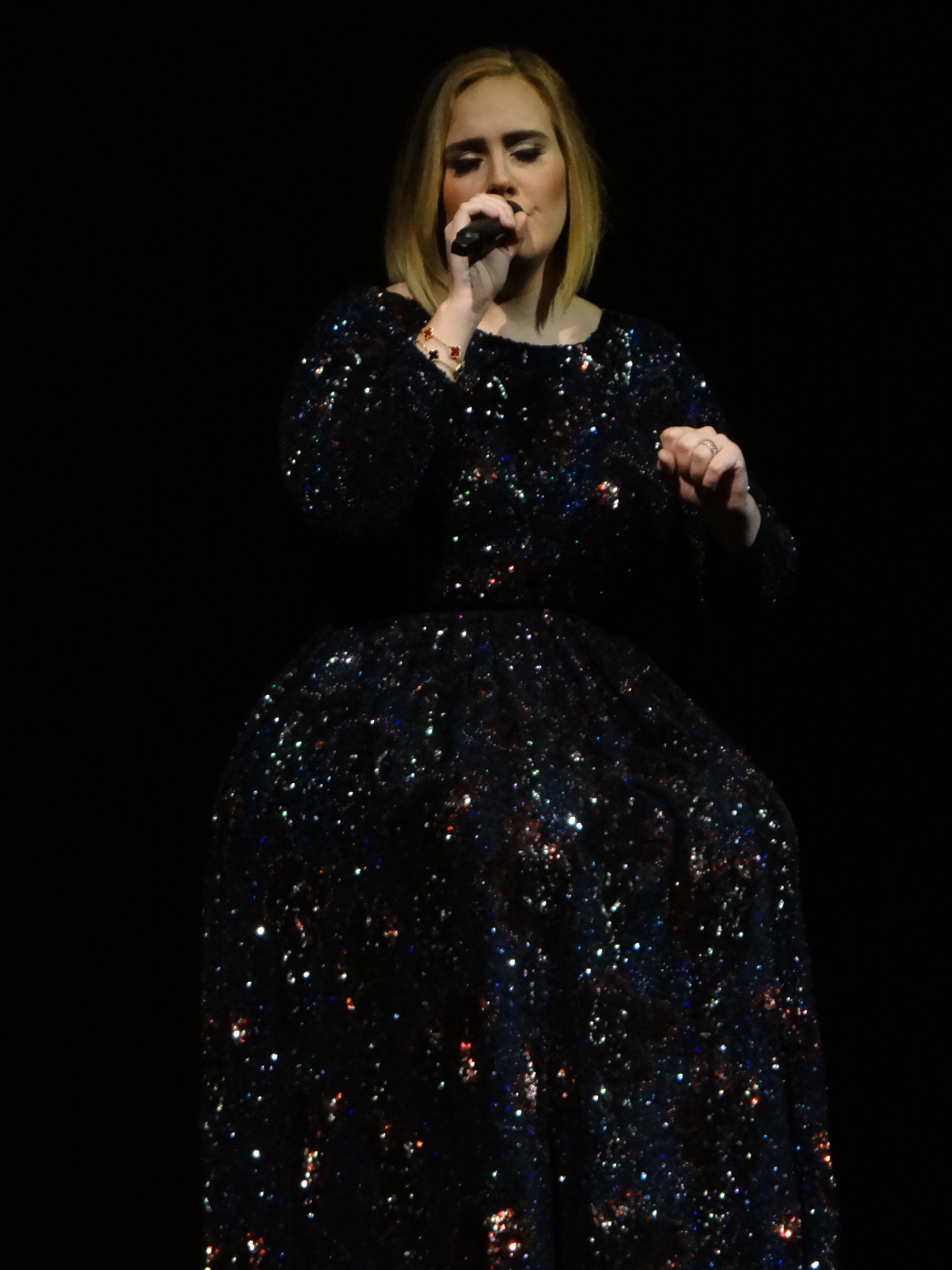
21, 25 e 30, della cantante Adele, sono stati gli album più venduti rispettivamente nel 2011-12, 2015-16 e 2021.

| Anno | Artista/i         | Nazionalità            | Album                | Vendite   | Fonte  |
| ---- | ----------------- | ---------------------- | -------------------- | --------- | ------ |
| 2010 | Eminem            | Stati Uniti (bandiera) | Recovery             | 3.415.000 | [ 55 ] |
| 2011 | Adele             | Regno Unito            | 21                   | 5.824.000 | [ 56 ] |
| 2012 | Adele             | Regno Unito            | 21                   | 4.410.000 | [ 57 ] |
| 2013 | Justin Timberlake | Stati Uniti            | The 20/20 Experience | 2.430.000 | [ 58 ] |
| 2014 | Taylor Swift      | Stati Uniti            | 1989                 | 3.661.000 | [ 59 ] |
| 2015 | Adele             | Regno Unito            | 25                   | 7.441.000 | [ 60 ] |
| 2016 | Adele             | Regno Unito            | 25                   | 1.731.000 | [ 61 ] |
| 2017 | Taylor Swift      | Stati Uniti            | Reputation           | 1.903.000 | [ 62 ] |
| 2018 | Vari artisti      | N/A                    | The Greatest Showman | 1.491.000 | [ 63 ] |
| 2019 | Taylor Swift      | Stati Uniti            | Lover                | 1.085.000 | [ 64 ] |

## Anni 2020

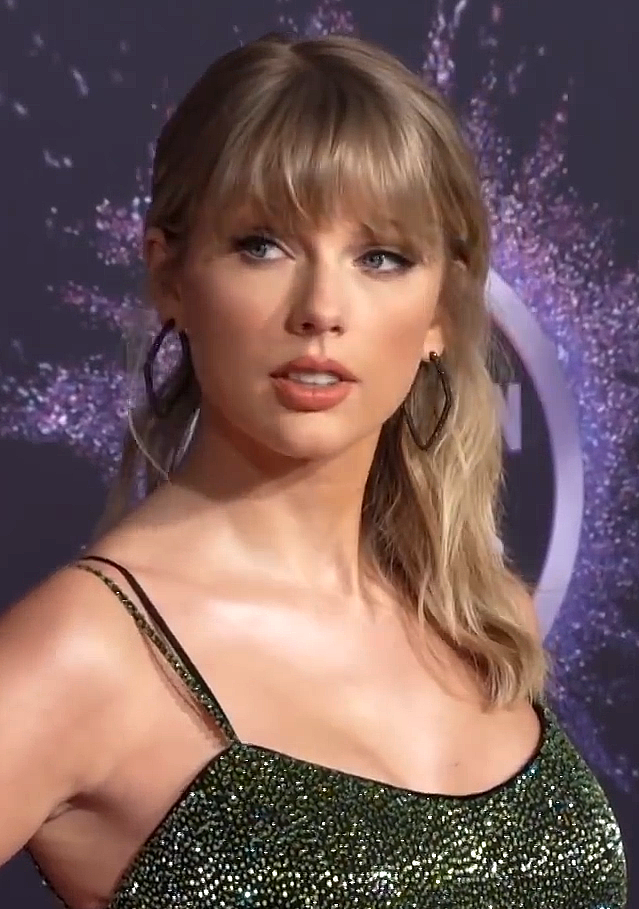
Taylor Swift è stata l'artista con l'album più venduto per quattro volte negli anni 2020.

| Anno | Artista/i    | Nazionalità | Album                         | Vendite   | Fonte  |
| ---- | ------------ | ----------- | ----------------------------- | --------- | ------ |
| 2020 | Taylor Swift | Stati Uniti | Folklore                      | 1.276.000 | [ 65 ] |
| 2021 | Adele        | Regno Unito | 30                            | 1.464.000 | [ 66 ] |
| 2022 | Taylor Swift | Stati Uniti | Midnights                     | 1.818.000 | [ 67 ] |
| 2023 | Taylor Swift | Stati Uniti | 1989 (Taylor's Version)       | 1.975.000 | [ 1 ]  |
| 2024 | Taylor Swift | Stati Uniti | The Tortured Poets Department | 3.491.000 | [ 68 ] |